# Приче из колона
Приче из колона: Избеглице у Србији – Рашки округ је стручна монографија коју је приредио Драган Чолић, објављена 1997. године у издању Публик преса из Краљева.

## Аутори и сарадници
- Драган Чолић
- Драган Бајовић
- Милан Пантовић
- Радмила Весковић
- Јасмина Жупањац
- Славица Милојевић
- Раде Јоветић
- Гордана Драшковић
- Драган Павловић
- Зоран Туцаковић
- Марко Марковић
- Слободан Рајић
- Славко Даишевић
- Милован Микарић
- Мила Васојевић
- Раде Вукичевић
- Стојана Луковић-Андрић
- Снежана Чекановић
- Марија Лопичић
- Драган Вукићевић
- Весна Јокановић
- Гордана Фримел

## О књизи
Извори информација за настанак ове књиге су: Теренска истраживања, Документација Црвеног крста, Комесеријат за избеглице, Ибарске новости, Врњачке новине, СОС билтен Краљево, Билтен ЈКЦ, Краљевачке новине, Политика, Одговор.
Процене су да су ратна дешавања на просторима бивше Југославије током деведесетих година проузроковала и померање преко два милиона људи. Више од милион и по избегло је широм света, а од тог броја само у Србији је регистровано око 700 хиљада људи. Књига је посвећена избеглицама које су нашле уточиште у Рашком округу. У овој књизи су уз избегличких судбина, и сведочења о људима добре воље, хуманистима који су уложили своје родне, духовне и амтеријалне вредности да помогну овим људима у невољи. Намера аутора књиге је да сачува сећање на такве људе и догађаје.
У раду су најпре послужили текстови објављени још 1991. године када су регистроване прве избеглице, закључно са 1996. годином. Аутори прилога су били углавном новинари који су били и непосредни актери дешавања.